# Kulturstudier (tidsskrift)
Kulturstudier er et dansk humanistisk, videnskabeligt og fagfællebedømt tidsskrift. Det publicerer forskning inden for forskellige fag som fx historie, etnologi, folkloristik og beslægtede fagområder. Tidsskriftet opstod – ligesom det historiefaglige tidsskrift Temp – i forbindelse med nyere krav ift. publicering og udgivelse i den danske universitetssektor. Kulturstudier, der er open access og således frit tilgængeligt på nettet, blev skabt som en sammenlægning af Fortid og Nutid og Folk og Kultur.